# Kilmeny del frutteto
Kilmeny del frutteto (Kilmeny of the Orchard) è un romanzo autonomo della scrittrice canadese Lucy Maud Montgomery, pubblicato per la prima volta nel maggio 1910.

## Genesi
Nonostante Lucy Maud Montgomery potesse avere delle incertezze riguardo a Kilmeny del frutteto e non ritenesse l'opera all'altezza delle sue precedenti creazioni, il romanzo fu accolto con entusiasmo da parte della critica e del pubblico. La storia, con il suo stile lirico e romantico, il suo ambientazione nell'incantevole scenario dell'Isola del Principe Edoardo e i suoi personaggi affascinanti in particolare della protagonista, Kilmeny, che porta il nome della celebre eroina del folclore scozzese ha catturato l'immaginazione dei lettori.
Il romanzo esplora temi legati all'amore, alla comunicazione e al potere del legame umano. È noto per la sua prosa lirica e poetica, caratteristica dello stile di scrittura di Montgomery.

## Trama
La storia, ambientata nella bellissima Isola del Principe Edoardo, ruota attorno a un giovane di nome Eric Marshall che, dopo aver completato i suoi studi, torna sull'isola per diventare insegnante. Si stabilisce nella casa di Lindsay Cottage, vicino all'orchard locale, dove trova un ambiente tranquillo e sereno per concentrarsi sul suo lavoro.
Tuttavia, la vita di Eric prende una svolta inaspettata quando incontra Kilmeny Gordon, una giovane donna misteriosa e muta che vive vicino all'orchard. Kilmeny è ritenuta un'orfana con un passato tragico e ha un fascino unico e affascinante che attira l'attenzione di Eric. Man mano che la conosce, tra loro si forma un legame profondo e non detto, che porta a una storia d'amore commovente e toccante.

## Personaggi
- Eric Marshall: il protagonista maschile della storia. Viene descritto come "uno di quegli uomini nei confronti dei quali i mortali meno favoriti sono tentati di chiedersi perché tutti i doni della fortuna dovrebbero essere riversati su un individuo." La sua unica colpa sembra essere l'estremo pragmatismo. Eric ha perso sua madre quando aveva dieci anni e ha grandi ideali riguardo a una futura moglie.

- Kilmeny Gordon: Kilmeny è la protagonista femminile principale, una ragazza bella e protetta. Sfortunatamente, Kilmeny è muta e si esprime con l'aiuto di una lavagna e di una matita, o del suo prezioso violino.
- David Baker: l'amico più anziano di Eric che ha un debito di gratitudine con il padre di David. Lavora come specialista della gola. David è molto vicino a Eric e desidera sposarsi.
- Larry West: uno studente povero e laborioso che andava a scuola con Eric. Offre a Eric un posto come insegnante in una scuola a Lindsay, su PEI.
- Sr. Marshall: il padre di Eric è un "uomo d'affari acuto, scaltro, un po' duro, sebbene giusto e onesto". Lui, come David, desidera che Eric si sposi.
- Sig.ra Williamson: una donna di campagna tranquilla e materna che è la padrona di casa di Eric. Larry la descrive come Colei che deve essere obbedita.
- Vecchio Robert Williamson: il marito della signora Williamson, un uomo loquace e pettegolo.
- Thomas Gordon: lo zio di Kilmeny, che l'ha aiutata a crescerla dopo la morte di sua madre tre anni fa. È colto e vince ogni discussione in cui entra, anche se rimane in imbarazzo per giorni successivi.
- Janet Gordon: la zia di Kilmeny, che l'ha aiutata a crescerla dopo la morte di sua madre tre anni fa. Una donna intelligente. rimane nella sfera della donna, ma le piace vedere suo fratello battuto.
- Margaret Gordon: la madre morta di Kilmeny, la cui testardaggine e influenza durano oltre la tomba.
- Neil Gordon: italiano rimasto orfano da bambino, Neil ha trascorso la sua vita da outsider. È stato allevato dai Gordon e ama Kilmeny.